# Stitches
Phillip Nickolas Katsabanis (ur. 17 czerwca 1995 w Miami), lepiej znany pod pseudonimem Stitches – amerykański raper. Znany jest głównie z piosenki „Molly Cyrus”. Przed przyjęciem imienia Stitches był znany jako Lil Phill. W 2014 roku wydał swój pierwszy mixtape No Snitching Is My Statement, a w 2015 debiutancki album zatytułowany For Drug Dealers Only. Stitches często współpracował z polskim raperem Popkiem.

## Życie prywatne
Katsabanis urodził się 17 czerwca 1995 roku w Miami na Florydzie jako syn Estery i Alexandra Katsabanis, którzy rozwiedli się, gdy Katsabanis miał rok. Pochodzący z Grecji i Kuby Katsabanis dorastał w Kendall na Florydzie, na przedmieściach Miami. Raper zaczął sprzedawać marihuanę i broń, aby się utrzymać po przeprowadzce z Miami do South Beach na Florydzie, co zostało poparte przez jego rodzeństwo.
Katsabanis był żonaty w latach 2012-2017 z Ericą Duarte i ma z nią troje dzieci: Rexa, Rocco i Evelyn.

## Dyskografia

### Albumy studyjne
- For Drug Dealers Only (2015)
- Tales of a Drug Lord (2016)
- Cocaine Holiday (2017)
- I Need Rehab (2017)
- Bipolar (2018)
- Time For Murder (2018)
- Married to the Bricks (2020)

### Mixtape
- No Snitching is My Statement (2014)
- Brick Bible (2015)
- Supply and Demand (2015)
- Brick Bible 2 (2019)